# Джон Гевін
Джон Гевін (англ. John Gavin; справжнє ім'я Джон Ентоні Голенор, англ. John Anthony Golenor; 8 квітня 1931, Лос-Анджелес — 9 лютого 2018) — американський кіноактор, колишній посол Сполучених Штатів Америки в Мексиці.

## Біографія
Отримав ступінь бакалавра з Стенфордському університеті. Спеціалізувався на економіці і латиноамериканських відносинах. Під час Корейської війни служив у ВМС США на борту авіаносця «Прінстон» з 1951 по 1953 рік. Завдяки вільному володінню іспанською та португальською мовами, до 1955 року служив помічником адмірала Мільтона Майлза.
Незабаром після закінчення служби Гевін запропонував себе в ролі технічного консультанта другу сім'ї Брайану Фою, який збирався знімати фільм про «Прінстоні». Замість цього Фой організував проби на Universal. Гевін пробував відмовитися — у нього не було ніякого акторського досвіду, — але батько переконав його. Проби пройшли успішно, і Гевін підписав контракт зі студією.
Початкове амплуа Гевіна — красивий, мужній герой на кшталт Рока Хадсона. Свої перші досліди актор називав жахливими. Проривом для нього стала головна роль в драмі Д. Сірка «Час любити і час помирати» (1958) за романом Е. М. Ремарка, який залишив позитивний відгук про роботу Гевіна.
Гевін був запрошений на роль Джеймса Бонда у фільмі 1971 року «Діаманти назавжди» після того, як Джордж Лезенбі відмовився зніматися, проте не приступив до зйомок.
Гевін був президентом Гільдії кіноакторів США з 1971 по 1973 рік.

## Політика
Гевін був призначений послом США в Мексиці в червні 1981 року президентом Рональдом Рейганом і перебував на цій посаді до 12 червня 1986 року. Під час свого перебування послом він був залучений до інциденту, коли він побив місцевого оператора телебачення. Після відходу з державної служби став успішним підприємцем і громадським діячем.

## Особисте життя
Одружений з акторкою Констанс Тауерс з 1974 року. Вони вперше зустрілися в 1957 році на вечірці, коли його хрещений батько, Джеймс Макгью, познайомив їх. У обох на той момент було двоє дітей від попередніх шлюбів. Старша дочка Гевіна (від шлюбу з Сіселі Еванс), Христина, теж стала акторкою.

## Вибрана фільмографія
- 1958 — Час любити і час вмирати — Ернст Гребер;
- 1959 — Імітація життя  — Стів Арчер;
- 1960 — Психо — Сем Луміс;
- 1960 — Спартак — Юлій Цезар.